# Bahnhof Warszawa Centralna

Warszawa Centralna (Warschau Zentralbahnhof) ist der wichtigste Fernverkehrsbahnhof in Warschau und einer der größten unterirdischen Bahnhöfe Europas. Er ist über den Tunel Średnicowy und die Most Średnicowy mit den großen Warschauer Bahnhöfen Warszawa Wschodnia (Warschau Ost) und Warszawa Zachodnia (Warschau West) verbunden. Die Station ist Halt mehrerer Fernverkehrslinien der Polnischen Staatsbahnen (PKP), darunter der gemeinsam mit der Deutschen Bahn betriebene Berlin-Warszawa-Express.

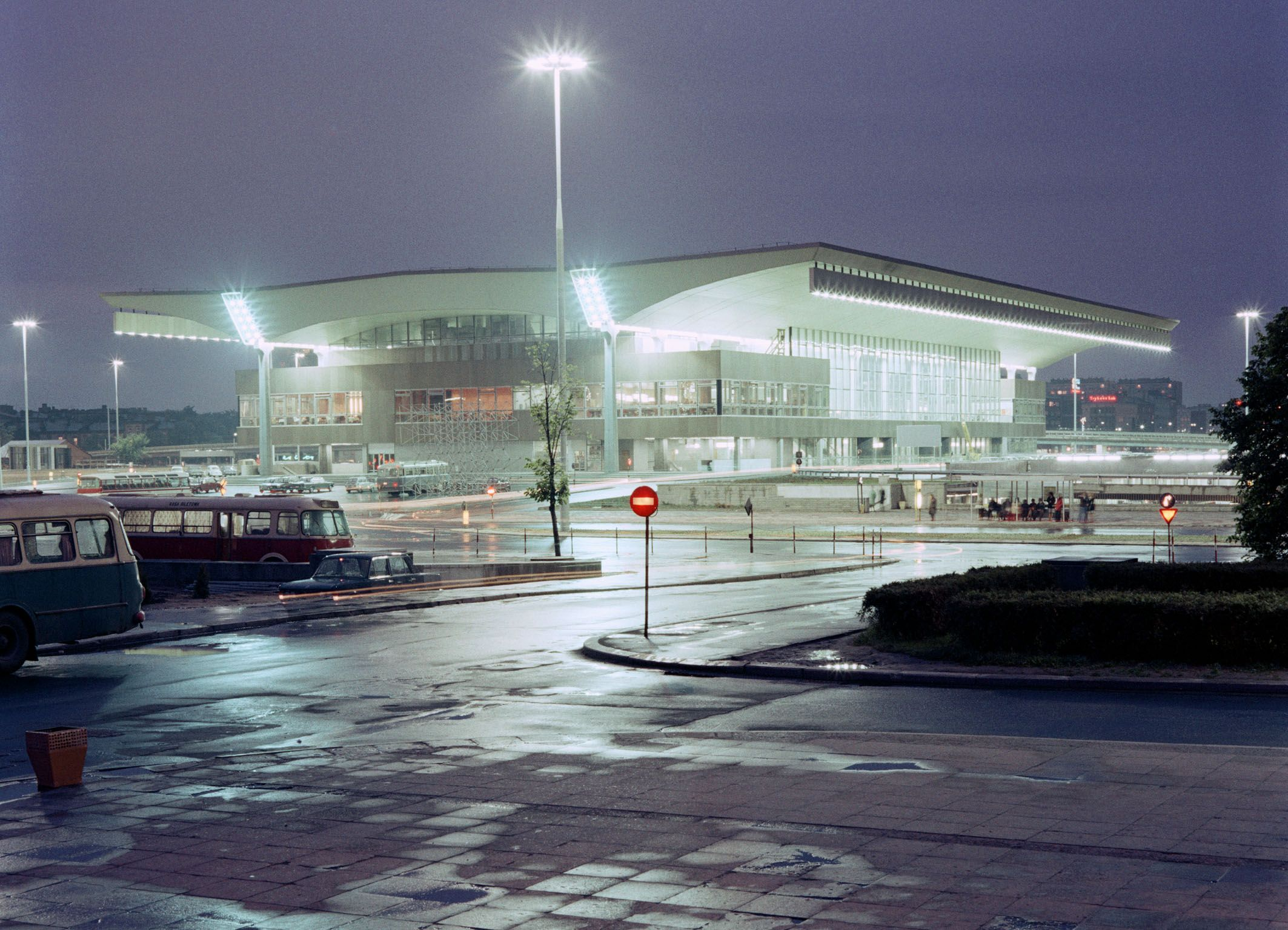
Warschauer Zentralbahnhof 1975

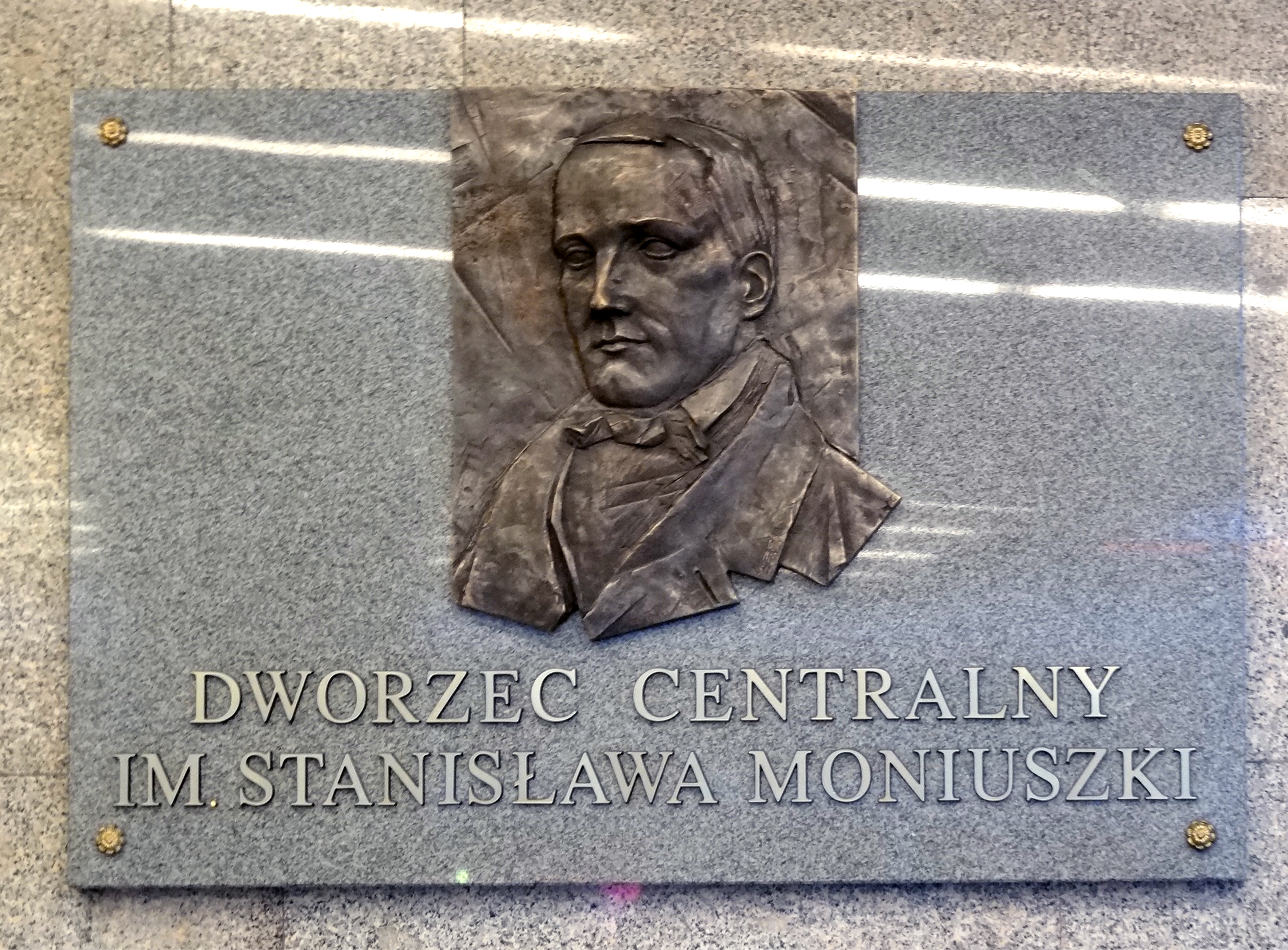
Namenstafel aus grauem Granit nach der Renovierung 2010–2012 in einem der östlichen Eingänge angebracht – Foto Ivonna Nowicka

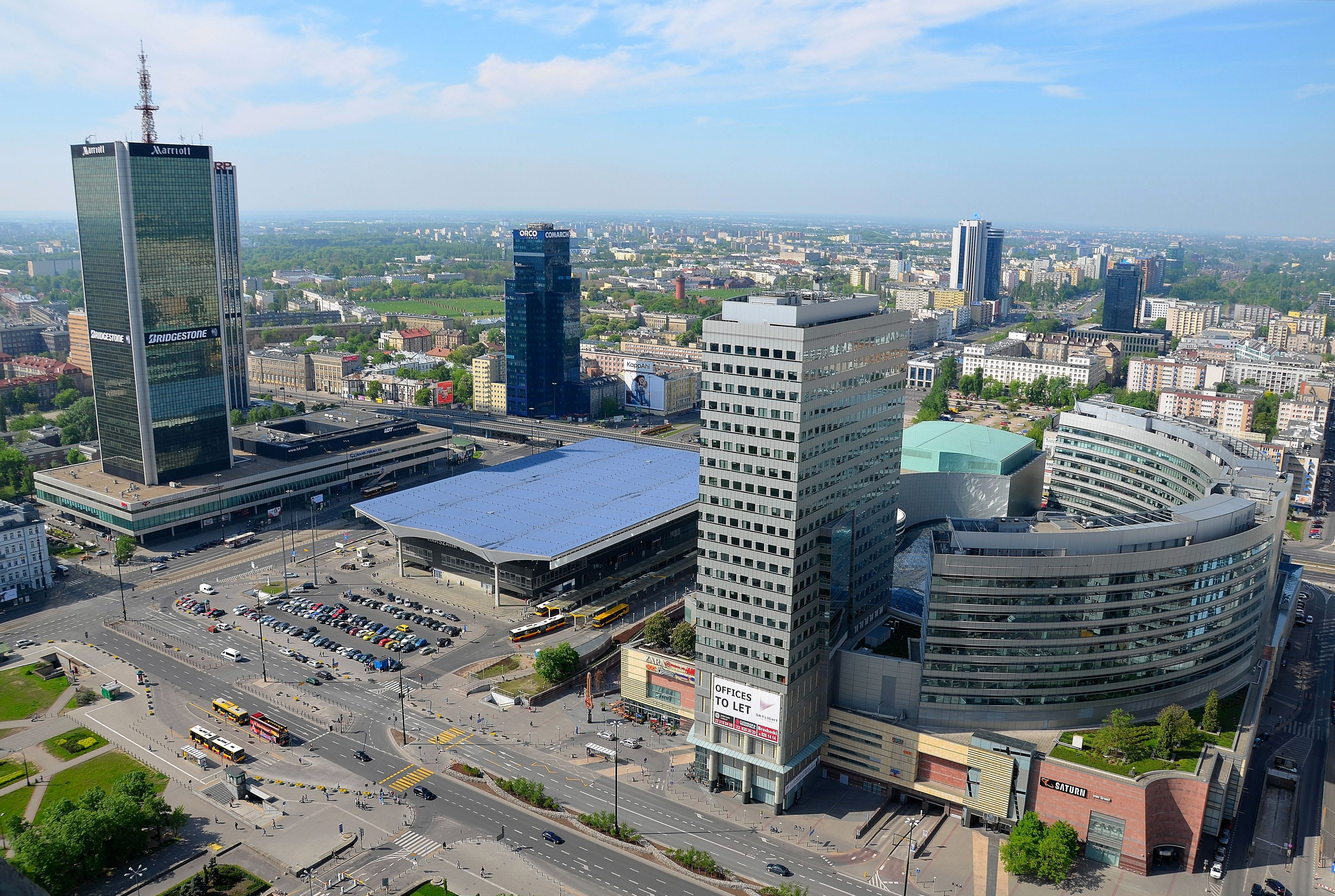
Umgebung des Warschauer Zentralbahnhofs

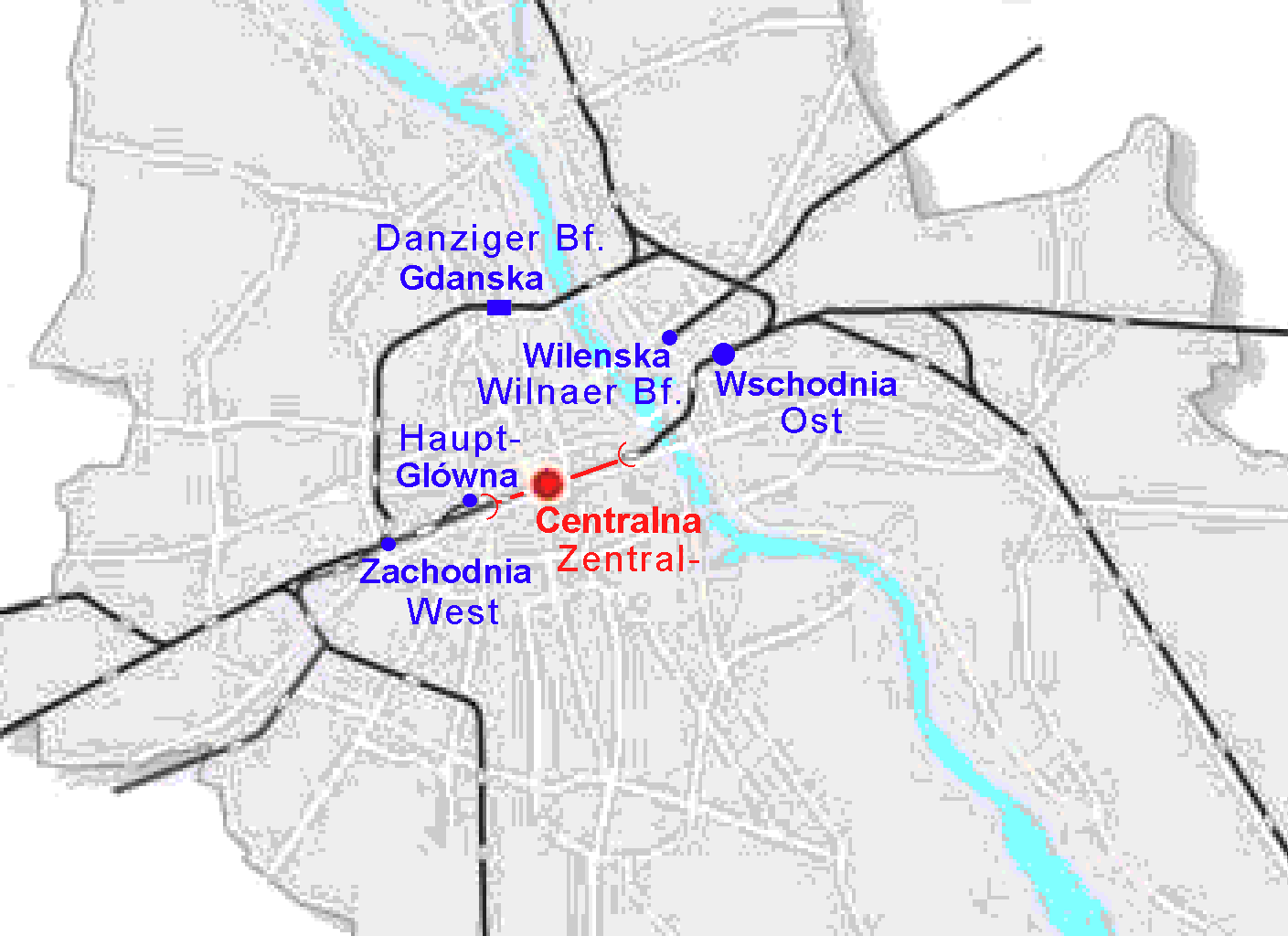
Lage des Warschauer Zentralbahnhofs innerhalb der Stadt

## Geschichte

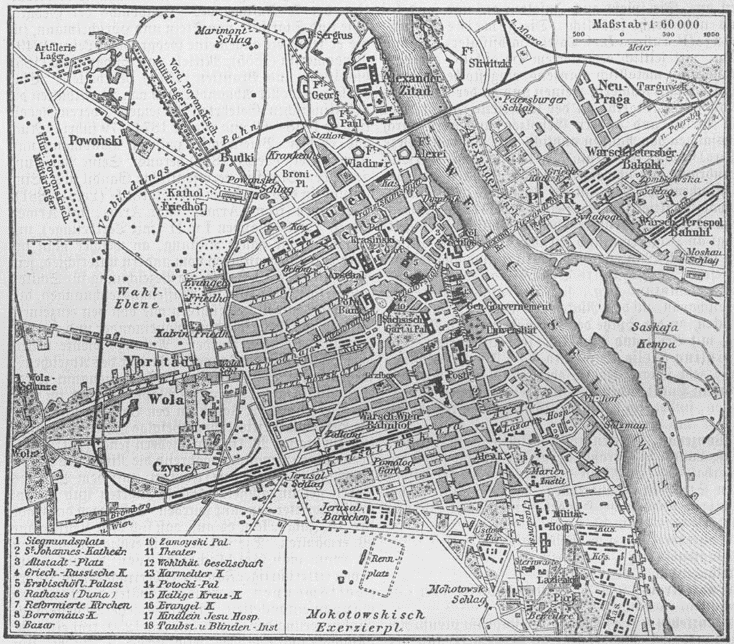
Warschau 1888 mit Wiener und St. Petersburger Bahnhof

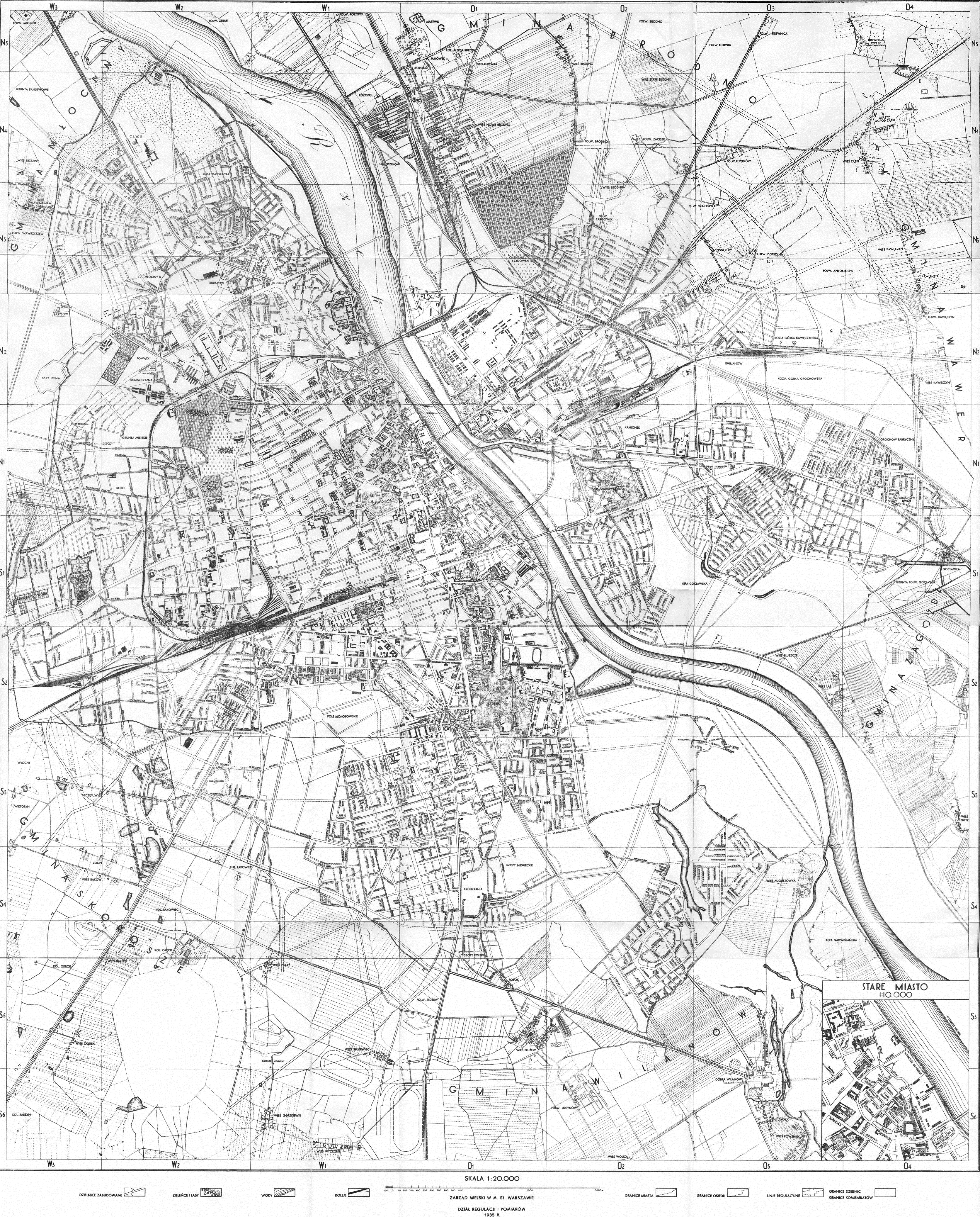
Warschau 1935, Tunnel nur in Vergrößerung zu erkennen

### Erste Bahnhöfe
Der Eisenbahnbetrieb in Warschau begann 1843 mit dem ersten Teilstück der 1848 fertiggestellten Warschau-Wiener Eisenbahn. Der Wiener Bahnhof (poln.: Dworzec Wiedeński) war ein Kopfbahnhof und lag einige hundert Meter ostwärts des heutigen Zentralbahnhofs. Der Bahnhof der 1862 eröffneten Warschau-Petersburger Eisenbahn (ab 1918 Dworzec Wileński und später Warszawa Wileńska genannt) lag, ebenso wie der 1866 eröffnete Bahnhof der Strecke nach Terespol (Dworzec Terespolski, später ersetzt durch Warszawa Wschodnia) jenseits der Weichsel. 1876 entstand eine Verbindungsbahn, Kolej Obwodowa, die im Bogen nördlich um die Innenstadt führte. Erste Pläne für einen zentralen Warschauer Hauptbahnhof gab es schon 1879.

### Erster Hauptbahnhof (Dworzec Główny)
Nach der polnischen Unabhängigkeit am Ende des Ersten Weltkrieges wurden alle Breitspurstrecken in Polen auf europäische Normalspur gebracht. In diesem Zusammenhang wurde das Thema wieder aufgegriffen und beschlossen, den Schienenfernverkehr in einem Tunnel unter dem Zentrum von Warschau hindurch zu leiten und an diesem Tunnel den neuen Dworzec Główny (Hauptbahnhof) an der Stelle des Wiener Bahnhofs anzulegen. Erste Arbeiten begannen 1919 mit dem Abriss des alten Bahnhofsgebäudes der Warschau-Wiener Eisenbahn. Im Zusammenhang mit dem Bau der innerstädtischen Verbindung Linia Średnicowa entstand im Westen der Stadt der neue Bahnhof Warszawa Zachodnia.
Die Verbindung mit einer Tunnelstrecke unter der Innenstadt und einem vorläufigen Bahnhof wurde 1933 in Betrieb genommen. Dieses Gebäude wurde von Czesław Przybylski und Andrzej Pszenicki entworfen. 1936 wurde die Strecke elektrifiziert.
Der 1932 begonnene Bau des repräsentativen Empfangsgebäudes des Hauptbahnhofs wurde bis zum Zweiten Weltkrieg nicht ganz fertig. Die Ost-West-Strecke durch die Stadt und der Hauptbahnhof (während der deutschen Besatzung offiziell als Warschau Hauptbahnhof bezeichnet) nahmen den überwiegenden Teil des Bahnverkehrs durch Warschau auf.

### Provisorien nach 1944
Nach der Niederschlagung des Warschauer Aufstandes 1944 wurde, wie die ganze Stadt, auch der Hauptbahnhof von deutschen Truppen zerstört. Auch die Zentralstrecke durch den Tunnel wurde unpassierbar. 1946 legte das Büro für den Wiederaufbau der Hauptstadt fest, wo ein neuer Bahnhof gebaut werden sollte. 1948 planten Arseniusz Romanowicz und Piotr Szymaniak den neuen Zentralbahnhof. Schon ein Jahr später mussten die Planungen revidiert werden, weil der Bau des neuen Kulturpalastes Vorrang genoss. Erst 1970, nach dem Amtsantritt Edward Giereks als Staats- und Parteichef, konnten die beiden Architekten ihre Planungen wieder aufnehmen.
In der Zwischenzeit behalf man sich mit einer Reihe von Provisorien. Der westlich des Hauptbahnhofs gelegene Güter-Kopfbahnhof der Warschau-Wiener Eisenbahn wurde zum provisorischen Hauptpersonenbahnhof Warszawa Główna Osobowa hergerichtet. In Ost-West- bzw. West-Ost-Richtung durchfahrende Züge wurden über eine nördlich des Stadtzentrums gelegene Strecke geführt und überquerten über die Most Gdański die Weichsel. Sie hielten westlich der Brücke am Bahnhof Warszawa Gdańska (Danziger Bahnhof). 1952–1954 entstand für den Vorortverkehr eine provisorische Anlage in der westlichen Tunnelzufahrt, mit Baracken als Abfertigungsgebäuden. 1963 wurde der Bahnhof Warszawa Śródmieście eröffnet und der Barackenbahnhof abgerissen. 1967 wurde der Tunnel wieder in Betrieb genommen. Auch einige Fernzüge benutzten ihn, mussten dabei aber abweichend von der Vorkriegssituation statt in Warszawa Główna in anderen Warschauer Bahnhöfen halten. Um einer dauerhaften Lösung näher zu kommen, wurde durch den Tunnel ein zweites Gleispaar verlegt.

## Heutiger Zentralbahnhof

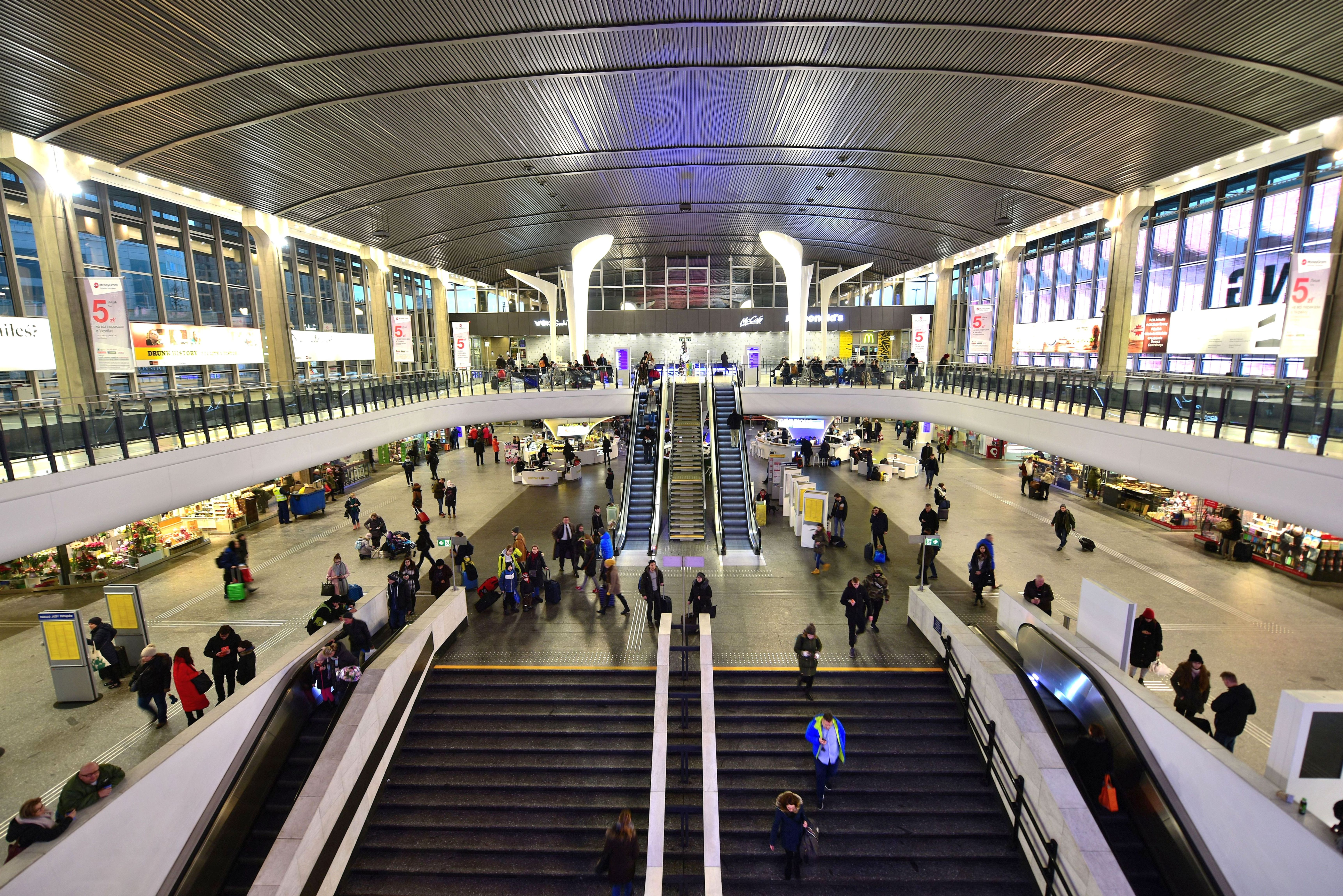
Empfangshalle

1972 begann der Bau des neuen Zentralbahnhofs. Warszawa Centralna. Er wurde am 5. Dezember 1975 aus Anlass des Besuchs von Leonid Breschnew auf einem Parteitag der Polnischen Vereinigten Arbeiterpartei eröffnet. Statt wie geplant 72 Monate durfte die Bauzeit nur 39 Monate betragen. Der Zeitdruck verursachte Mängel in der Bauausführung und erforderte so später zahlreiche Nachbesserungen. Der unterirdische Durchgangsbahnhof ist als Sattel über vier Perrons mit acht Gleisen angelegt. Auch diese unterirdischen Teile sind kein reiner Ingenieurbau, sondern, wie das Hauptgebäude, mit einer ästhetischen Handschrift versehen, die von den Architekten Arseniusz Romanowicz und Piotr Szymaniak stammt. In den 1970er Jahren befanden sich auf den Bahnsteigen marmorne Trinkbrunnen und andere moderne Geräte wie Fernseher für Reisende und CCTV-Kameras. Die Bahnsteigkanten wurden mit Glühbirnen von unten beleuchtet.
Im Zuge der Vorbereitungen zur Fußball-Europameisterschaft 2012 wurde der Bahnhof ab 2010 renoviert, weil für einen Neubau, neben den laufenden Ausgaben, kein Geld vorhanden war. Den Auftrag erhielt das Büro „Towarszystwo Projektowe“ (dt.: Projektgesellschaft) von Jerzy Porębski und Grzegorz Niwiński. Sie entschieden sich für eine denkmalpflegerische Herangehensweise mit Entfernung zahlreicher späterer Einbauten in den Hallen und Passagen, sowie für die Reinigung der Granit- und Marmoroberflächen und den Ausbau der Beleuchtung. Mit eigenen Akzenten hielten sie sich zurück.
Davon unbeeindruckt gab es im Anschluss Überlegungen, den Bahnhof abzureißen und durch einen Neubau zu ersetzen. Schon 2009 vermeldete die Gazeta Wyborcza, dass das derzeitige und erst für die Fußball-Europameisterschaft 2012 renovierte Empfangsgebäude ab 2014 durch ein neues am selben Ort ersetzt werden solle.

### Anlagen und Nachbarschaft

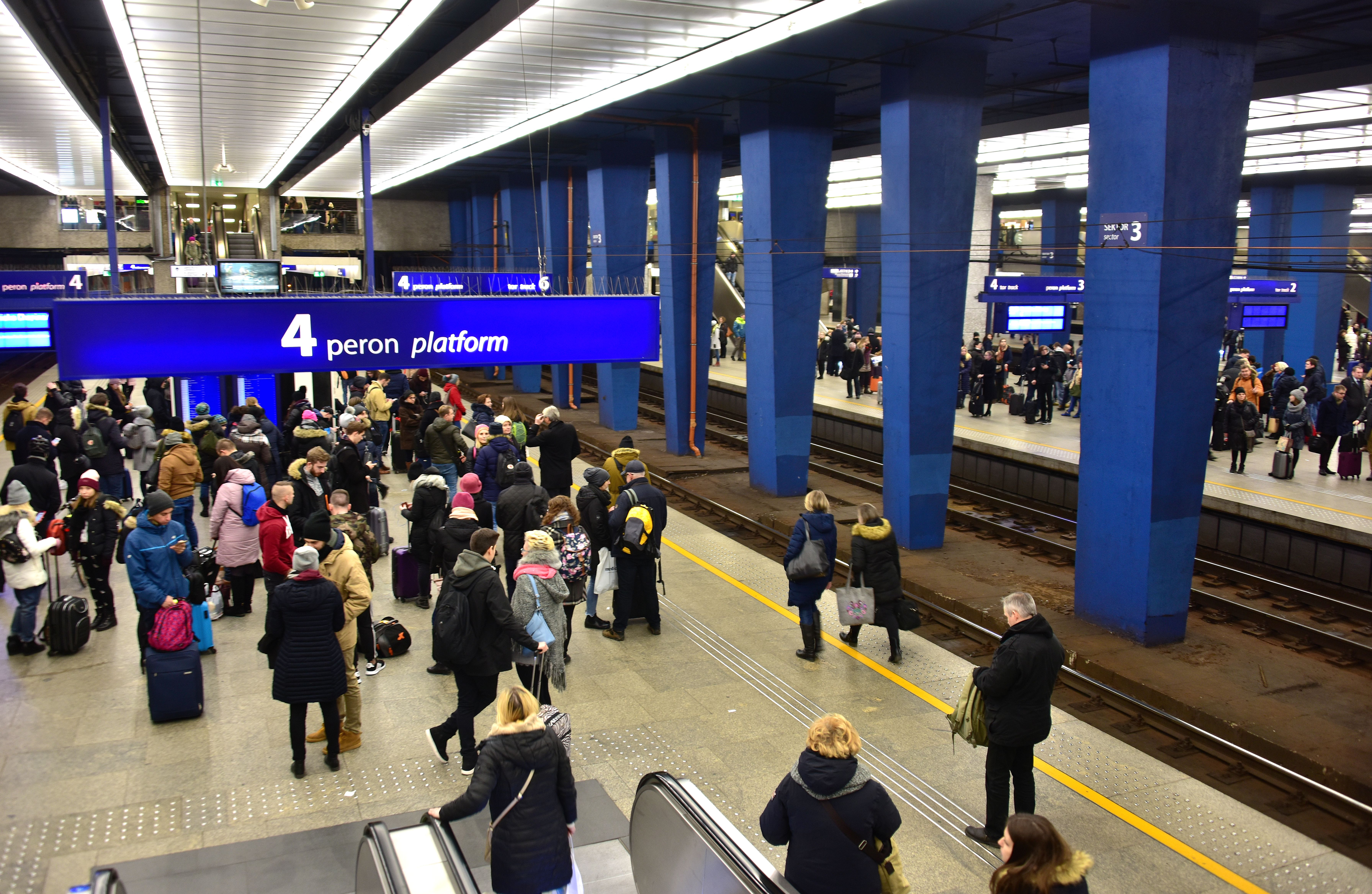
Einer der unterirdischen Bahnsteige des Warschauer Zentralbahnhofes

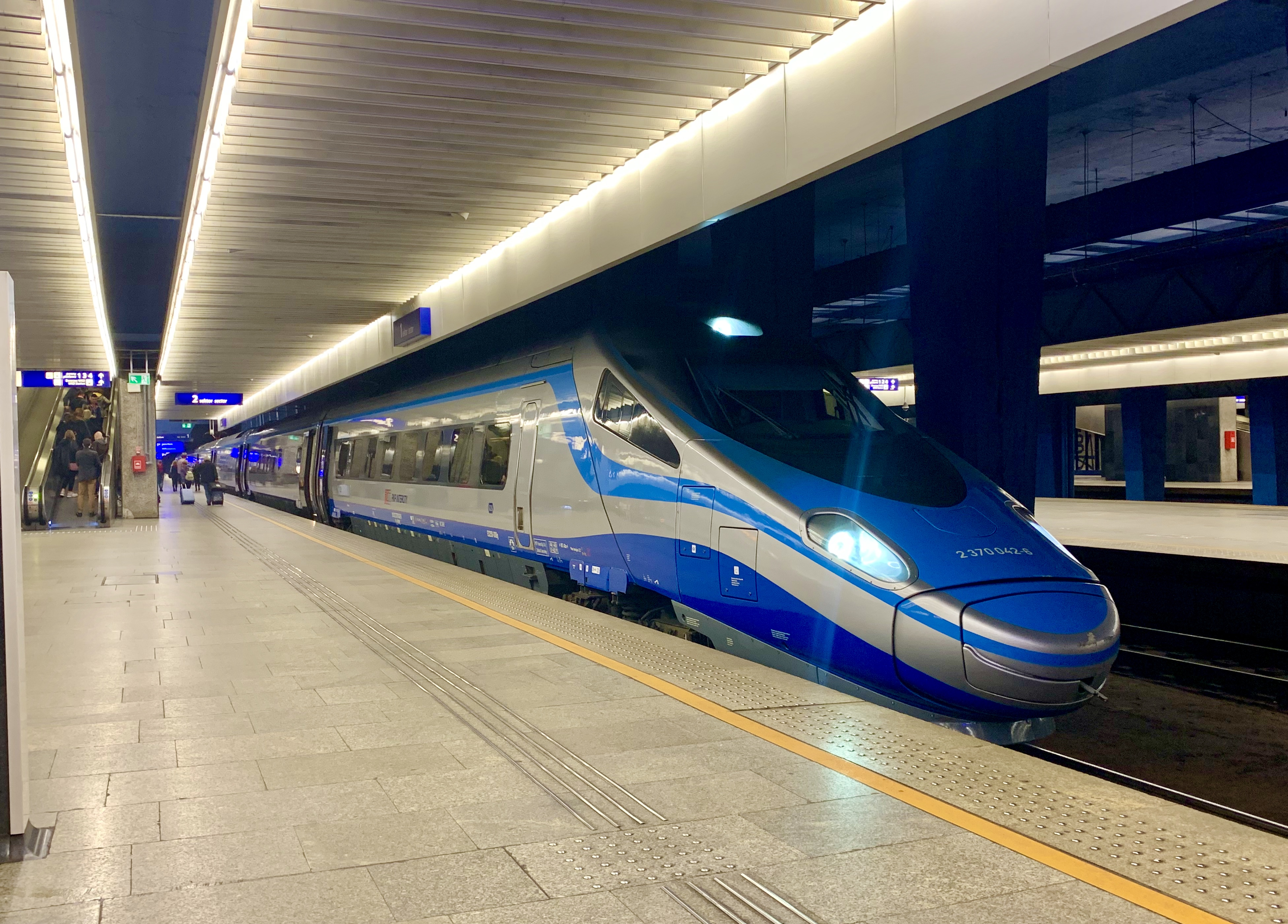
Polnischer Expresszug im Warschauer Zentralbahnhof

Der Bahnhof ist unterirdisch angelegt. Das Empfangsgebäude befindet sich zu ebener Erde, ein System von unterirdischen Passagen verbindet es mit den vier Bahnsteigen von jeweils 400 Metern Länge und mit zwei benachbarten Regionalbahnhöfen. Im Bahnhof Warszawa Śródmieście (Warschau Stadtmitte) halten Züge der Regionalbahn Koleje Mazowieckie (Masowische Bahnen) und der neugegründeten S-Bahn Szybka Kolej Miejska, im Bahnhof Warszawa Śródmieście WKD die nach Südwesten fahrende Vorortbahn Warszawska Kolej Dojazdowa. In einer Entfernung von knapp 500 Metern befindet sich die U-Bahnstation Centrum. Neben dem Bahnhof steht seit 2007 der Komplex Złote Tarasy (Goldene Terrassen), der unter anderem viele Straßenbahn- und 16 Bushaltestellen umfasst.

### Bahnbetrieb
Der Bahnhof Warszawa Centralna dient praktisch ausschließlich dem Fernverkehr. Bis auf wenige Ausnahmen benutzen Regionalverkehrszüge den benachbarten Bahnhof Warszawa Śródmieście. Warszawa Centralna ist kein Zugbildungsbahnhof. In Warschau einsetzende und endende Züge beginnen oder enden in Warszawa Zachodnia oder Warszawa Wschodnia. Bei längeren Zugläufen dient teilweise ein ausgedehnter Halt in Warszawa Wschodnia als Zeitpuffer.
Auf dem Gelände des zeitweiligen Hauptbahnhofs Warszawa Główna befindet sich das Warschauer Eisenbahnmuseum. Da das Gelände kommerziell genutzt werden soll, ist eine Schließung oder Verlegung des Museums in Diskussion.